# Musoles (apellido)
Familia nobiliaria afincada en Valencia, cuyos miembros destacaron desde el siglo XVII como militares, juristas y magistrados, y familiares de la Inquisición. Tuvieron sus casas solares con sus armas en las villas de Benifairó de los Valles y Cuartell, con capilla y altar de San Vicente en la iglesia parroquial de Benifairó de los Valles. Emparentaron con nobles familias de Valencia, Mallorca y el País Vasco, tales como Cebrián, Navarrete, Péris Perdiguer, Zaforteza, Martín, Frígola, Noguera-Merle, Olagüe, Barber-Gómez de Medeviela y Garrigues-Trénor.

## Historia
Procedentes de una estirpe de caballeros del Principado de Cataluña, su linaje en Valencia se remonta a la conquista del reino por Jaime I de Aragón. Tras la conquista, una de las ramas de la familia se instaló en Benifairó de los Valles, seguramente a inicios del siglo XVII, consolidándose como una de las principales familias de la comarca del Campo de Morvedre. En esta localidad, los Musoles ocuparon los principales cargos municipales a lo largo de los siglos XVIII y XIX. Fueron logrando un gran ascenso social a la sombra de los Vives de Canyamás, señores de Faura y Benifairó de los Valles, trabajando como administradores de los bienes del señorío. En 1965 los tres descendientes de esta rama de los Musoles (incluyendo un miembro de la rama de Valencia) se encontraban entre los siete principales propietarios del término de Benifairó de los Valles.
Durante la Guerra de Sucesión, destacó la figura de Jorge Musoles, terrateniente y Alférez del Rey, que influyó de forma determinante en que las villas de la jurisdicción de Morvedre optaran por la causa de Felipe V.
En 1739, Juan Bautista Musoles, abogado del Fisco y del Santo Oficio, adquirió una plaza de regidor en el Ayuntamiento de Valencia, cuyos hijos, Felipe-Pascual y Salvador Musoles Ximeno, y sus descendientes, conservaron hasta la caída del Antiguo Régimen. Figura destacada de la familia fue su hijo y primogénito, Felipe-Pascual Musoles, magistrado de la Audiencia de Aragón, de la Audiencia de Valencia, Oidor y Diputado a Cortes. Al ocupar él la magistratura, su hermano Salvador Musoles se encargó de la regiduría de Valencia. El 29 de septiembre de 1778, el rey Carlos III concedió el título de Barón de Campo-Olivar a Bartolomé Musoles y Pastor, hijo de Felipe-Pascual Musoles, Oidor de la Audiencia de Castilla. La denominación del título correspondía al de una extensa finca que poseía la familia. Los Musoles estuvieron vinculados también a Mislata, señorío que pasó por varios herederos desde 1748 en que fue vendido por el conde de Aranda. Por quiebra de la línea directa, el señorío y el título de Barón de Mislata y La Morería pasó al barón de Campo-Olivar en el siglo XIX. En esta época Diego Musoles Arramendia fue diputado en Cortes, en 1871.
Fernando María Musoles Martínez-Curt es el actual Barón de Campo-Olivar, desde el 11 de marzo de 1994, año en que sucedió en el título a su padre, el barón Fernando María Musoles Barber (1917-1989).
José Luis Musoles Esteve es el actual Barón de Mislata y La Morería, desde 2010, sucediendo a su padre, Balbino Musoles Frígola, titular de la baronía desde1978, año en que sucedió en el título a su hermano José María Musoles Frígola, casado con Natividad Pérez-Olagüe Arnedo, y que había fallecido sin descendencia.

El escudo de armas de la Baronía de Campo-Olivar representa dos musolas contornadas, de plata, puestas en palo, en campo de azur. Sobre el escudo, corona de barón.

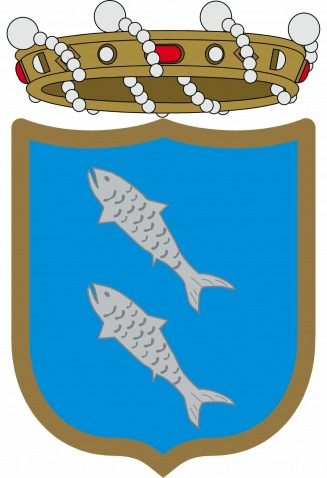
Baronía de Campo-Olivar

| Primer titular | Bartolomé Musoles y Pastor       |
| -------------- | -------------------------------- |
| Concesión      | Carlos III 29/09/1778            |
| Actual titular | Fernando Musoles y Martínez-Curt |
|                |                                  |

|     | titular                        | Periodo         |
| --- | ------------------------------ | --------------- |
|     | Creación por Carlos III        |                 |
| I   | Bartolomé Musoles y Pastor     | 1778-1789       |
| II  | José Felipe Musoles Esteve     | 1798-1858       |
| III | Fernando Musoles Arramendía    | 1859-1871       |
| IV  | Balbino Musoles Navarrete      | 1872-1909       |
| V   | Fernando Musoles Martin        | 1911-1961       |
| VI  | Fernando Musoles Barber        | 1961-1989       |
| VII | Fernando Musoles Martínez-Curt | 1994-actualidad |

## Historia de los Barones de Campo-Olivar
- Bartolomé Musoles y Pastor (1758-1789), I Barón de Campo-Olivar (29/9/1778).

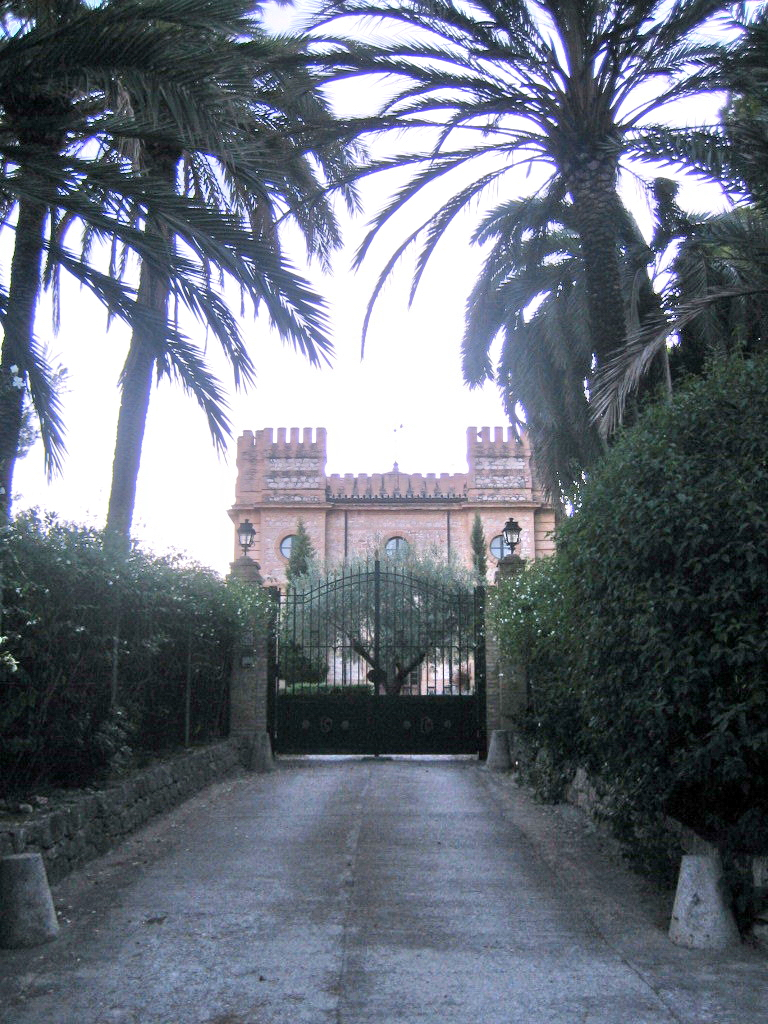
Castillo-Masía de San Fernando en Campo Olivar (Godella).

1-Casó con Teresa Grau Viladomar. Sin descendencia. Le sucedió su primo-hermano:
- José Felipe Musoles Esteve (1783-1854), II Barón de Campo-Olivar (30/6/1798).

1. Casó con Dolores Arramendía y Ferrer 1781-1858, VIII Baronesa de Mislata y La Morería. Le sucedió su hijo:

- Fernando Musoles y Arramendía (1814-1876), III Barón de Campo-Olivar (13/6/1859). IX Barón de Mislata y La Morería (13/6/1859).

1. Casó con Tomasa Navarrete y Peris-Perdiguer. Le sucedió su hijo :

- Balbino Musoles Navarrete (1846-1909), IV Barón de Campo-Olivar (8/4/1872). X Barón de Mislata y La Morería (8/4/1872).

1. Casó con Dolores Martin y Echeveste, sucedió su hijo primogénito:

- Fernando Musoles Martín (1885-1961), V Barón de Campo-Olivar (1911). Renuncia al título de Barón de Mislata y La Morería en favor de su hermano José María.

1. Casó con Carman Barber y Adam.  Le sucedió su hijo :

- Fernando Musoles Barber (1917-1989), VI Barón de Campo-Olivar (15/11/1961).

1. Casó con M.ª Jesús Martínez-Curt.  Le sucedió su hijo :

- Fernando Musoles Martínez-Curt (1957-), VII Barón de Campo-Olivar (1/3/1994). Actual Barón.

### Barones de Mislata y La Morería
- Mateo Cebrián y Aguilar, I Barón de Mislata y La Morería (1748) por compra al Conde de Aranda. Casó en Gandía el 9/2/1698 con Ana Mª Sala Nieto.Le sucede su hijo
- José Cebrián y Sala nacido en 1700, II Barón de Mislata y La Morería (1750). Casado con Mariana Jornet (Chornet) Ruiz,  Le sucede su hijo
- Mateo Cebrián y Chornet nacido en Gandía en 1732, III Barón de Mislata y La Morería (1769). Casado con María Fernández Ruiz tuvo un hijo, también Mateo de nombre que les premurió. Le sucede su primo hijo de la hermana de su padre, Mª Rita Cebrián Sala, casada en Gandía el 31/3/1726 con Jaime Ferrer Marquesta.
- Pascual Ferrer y Cebrián, IV Barón de Mislata y La Morería. Casado en Valencia el 10/12/1755 con Antonia Vicent Gasull. Le sucede su hijo
- Juan Nepomuceno Ferrer y Vicent (1765-1812), V Barón de Mislata y La Morería (1803). Casado con Dionisia de la Riva y de la Concha. Le sucede su segunda hija por muerte anterior de su primogénita Mª Dolores
- Luisa Ferrer de la Riva (1795-1820),  también llamada Cebrián, VI Baronesa de Mislata y La Morería (5/9/1817) (sin descendencia). Le sucede su tía, hermana de su padre Mª Concepción Ferrer Vicent (llamada Cebrián).
- María de la Concepción Ferrer y Vicent (1751-1834), VII Baronesa de Mislata y La Morería (24/6/1820). Consorte: José Arramendía y Puig (1748-1819). Le sucede su hija
- Dolores Arramendía y Ferrer (1781-1858), VIII Baronesa de Mislata y La Morería (9/4/1848). Casó con José-Felipe Musoles y Esteve (1783-1854)  II Barón de Campo-Olivar. Le sucede su hijo
- Fernando Musoles y Arramendía (1814-1876), IX Barón de Mislata y La Morería y III Barón de Campo-Olivar (13/6/1859). Casado el 16/6/1842 en Valencia con Tomasa Navarrete y Peris-Perdiguer (1815-1881) hija del I Marqués de Tremolar. Le sucede su hijo
- Balbino Musoles Navarrete (1846-1909), X Barón de Mislata y La Morería y IV Barón de Campo-Olivar (8/4/1872). Le sucede su segundo hijo por renuncia de su hermano en su favor
- José María Musoles Martín, XI Barón de Mislata y La Morería 4/9/1911), casado con Edesia Frígola y Noguera el 15/4/1918. Le sucede su primogénito
- José María Musoles Frígola 1921-1978, XII Barón de Mislata y La Morería (30/11/1949). Casado con Natividad Pérez de Olagüe y Arnedo, si sucesión. A su muerte le sucede su hermano
- Balbino Musoles Frígola 1928-2010, XIII Barón de Mislata y La Morería (13/2/1979). Casado con Pura Esteve Iñigo. Le sucede su hijo
- José Luis Musoles Esteve, XIV Barón de Mislata y La Morería (16/11/2010). Actual Barón

### La casa-palacio del Barón de Campo-Olivar
En la ciudad de Valencia, los Musoles establecieron su residencia desde el siglo XVIII en una mansión de inspiración barroca situada en la calle Gobernador Viejo. Le fue realizada una importante intervención en la segunda mitad del siglo XIX, en la que destacaron sus ricas fachadas. En el interior, el palacio contaba con un amplio vestíbulo con zona de carruajes, zócalos de cerámica, y la escalera con balaustradas de madera y hierro del siglo XVIII. A la planta principal se accedía por la escalera de mármol que recibía la luz de una claraboya. En la planta noble se dispusieron cuatro grandes salones que daban al exterior. En la fachada lateral se encontraba el jardín o patio ajardinado. 
La casa no existe en la actualidad, fue derribada a finales de los años 1960 del siglo XX.

### El castillo-masía de San Fernando
En Campo Olivar, en el término municipal de Godella, Fernando Musoles y Arramendía, Barón de Campo-Olivar y de Mislata y La Morería, mandó construir en 1864 el Castillo-Masía de San Fernando, construido con aparejo de piedra encintada, con puerta de medio punto y ventana a los lados, entre dos torreones. Forma parte del conjunto de la Masía de San Fernando, que constaba además de caballerizas, cocheras, andana y almazara, gallinero y palomar, formando un patio en cuyo centro se horadó un pozo.

## Miembros ilustres del linaje Musoles
- Jorge Musoles, Alférez de S.M. el Rey Felipe V de España (siglo XVIII).
- Juan Bautista Musoles, abogado del Fisco y del Santo Oficio, Regidor de la ciudad de Valencia (siglo XVIII).
- Felipe-Pascual Musoles Ximeno, magistrado de la Audiencia de Aragón, de la Audiencia de Valencia, Oidor y Diputado en Cortes (siglo XVIII).
- Diego Musoles y Arramendía, diputado en Cortes (siglo XIX).
- Mateo Zaforteza Musoles, (1886,1961), alcalde de Palma de Mallorca.
- Lluís Guarner Pérez i Musoles (1906-1986). Poeta y erudito valenciano; tío del profesor Manuel Sanchís Guarner. Fue el último miembro de la familia propietario de la casa solariega de los Musoles en Benifairó de los Valles, que heredó de su madre y que en la actualidad es propiedad de Bancaja.
- Fernando Bonilla-Musoles (1944), doctor y catedrático en medicina. Heredero de una ilustre saga de ginecólogos españoles que inició en 1918 su tío abuelo, el doctor y catedrático Miguel Martí Pastor, y continuó su padre, el doctor y catedrático Francisco Bonilla Martí, los doctores Ignacio Martí Álvarez-Ossorio y Francisco Ugalde Bonilla, y su hijo el doctor Francisco Bonilla Bartret.